# Diamantina National Park
Diamantina National Park är en park i Australien. Den ligger i delstaten Queensland, omkring 1 300 kilometer väster om delstatshuvudstaden Brisbane. Diamantina National Park ligger 123 meter över havet.
Trakten runt Diamantina National Park är nära nog obefolkad, med mindre än två invånare per kvadratkilometer.. Det finns inga samhällen i närheten.
Omgivningarna runt Diamantina National Park är i huvudsak ett öppet busklandskap. Genomsnittlig årsnederbörd är 271 millimeter. Den regnigaste månaden är februari, med i genomsnitt 110 mm nederbörd, och den torraste är oktober, med 1 mm nederbörd.